# Stade de Domitien

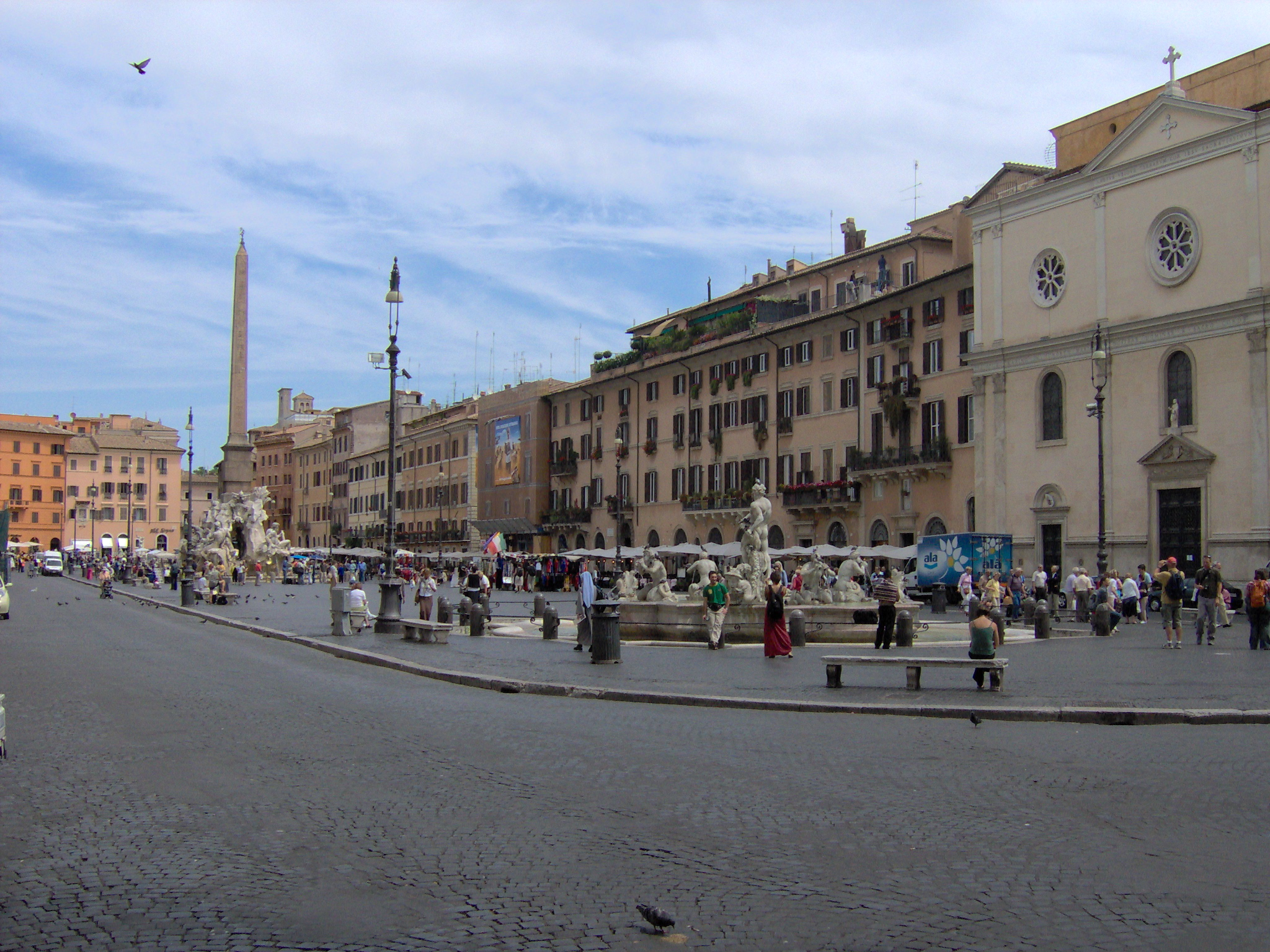
La Piazza Navona a conservé la forme du stade

Le stade de Domitien était un stade pour des compétitions athlétiques dans la Rome antique.
Construit sur le Champ de Mars par l'empereur du même nom, il ne possédait ni spina ni carceres. La piazza Navona (ou place Navone) occupe désormais l'emplacement du stade et a conservé ses dimensions et ses formes.

## Histoire

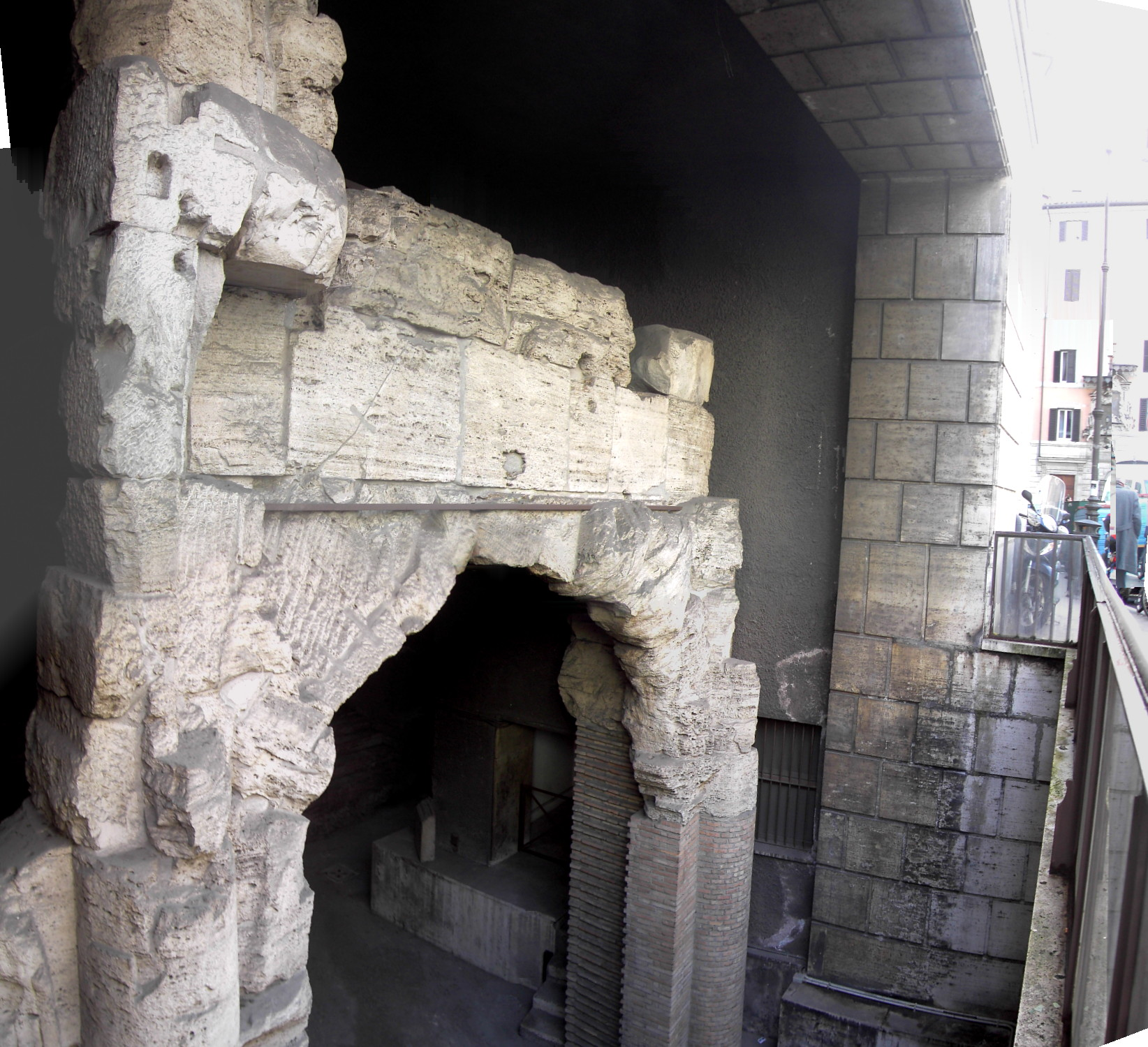
Arcade du Stade de Domitien

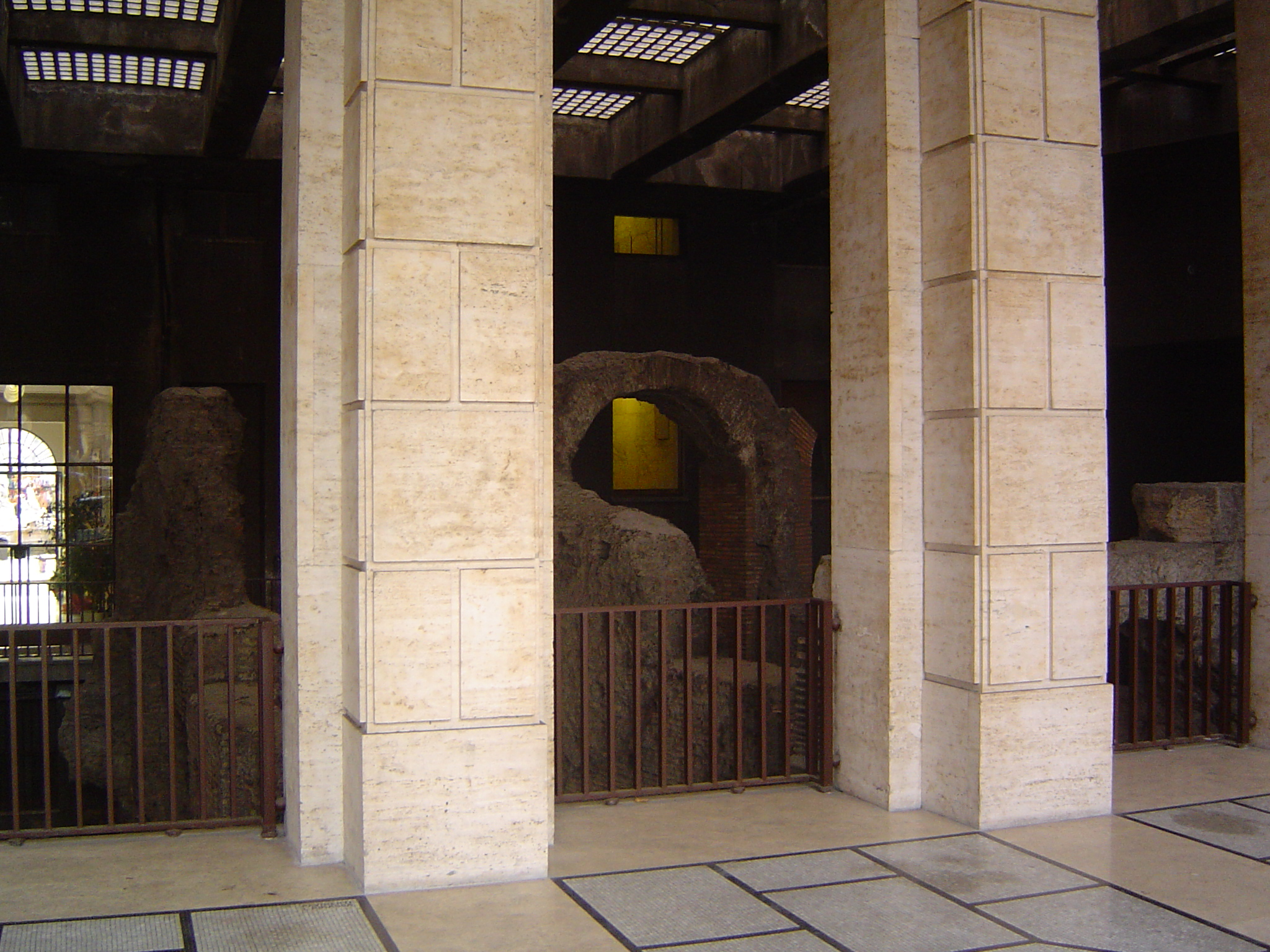

L'empereur Domitien (81 - 96) fit restaurer des bâtiments du Champ de Mars endommagés par le grand incendie de l'an 80 et en fit construire de nouveaux bâtiments.Le nouveau bâtiment le plus marquant fut ce grand stade.
L'hagiographie chrétienne localise au niveau des arcades de ce stade la maison de prostitution où fut emmenée sainte Agnès et où elle fut martyrisée. On y construit une petite chapelle de dévotion à la martyre, devenue l'église Sainte-Agnès-en-Agone.